# Tebas (arquiteto)
Joaquim Pinto de Oliveira (Santos, 1733 – São Paulo, 11 de janeiro de 1811) também conhecido como Tebas, foi um artesão e arquiteto brasileiro.
Escravizado, obteve sua alforria, tornando-se arquiteto em São Paulo durante o Brasil Colonial, onde contribuiu para a mudança arquitetônica do centro da capital.

## Biografia
Joaquim ou Tebas, como acabou conhecido, nasceu escravizado na vila de Santos, provavelmente em 1733. Era filho de Clara Pinta. Em algum momento foi levado para a capital, São Paulo, pelo mestre-pedreiro português, Bento de Oliveira Lima, que detinha sua propriedade juntamente com sua esposa, Antonia Maria Pinta, de quem, provavelmente, assumiu o sobrenome.
Como mestre de cantaria, parte de seu trabalho era o de talhar blocos de rocha bruta para a construção de edifícios. Isso o tornou fundamental na modernização de uma São Paulo construída basicamente com taipa, técnica ancestral de utilizar barro para moldar edificações, mas com limitações de estilo e arquitetura. Tebas trabalhou principalmente para as diversas ordens religiosas da capital paulista, como os beneditinos, franciscanos, carmelitas e católicos na ornamentação de igrejas, como o Mosteiro de São Bento e a antiga Catedral da Sé (1778).
| “ | Ele foi um construtor que chegou a São Paulo como escravo, vindo de Santos, trazido por um mestre pedreiro português que identificou na cidade uma oportunidade de trabalho. (...) Na época, quem tinha recursos eram as corporações religiosas. Por isso, ele atuou nos três vértices do chamado triângulo histórico formado pelos conventos de São Bento, do Carmo e de São Francisco. | ” |

## Alforria

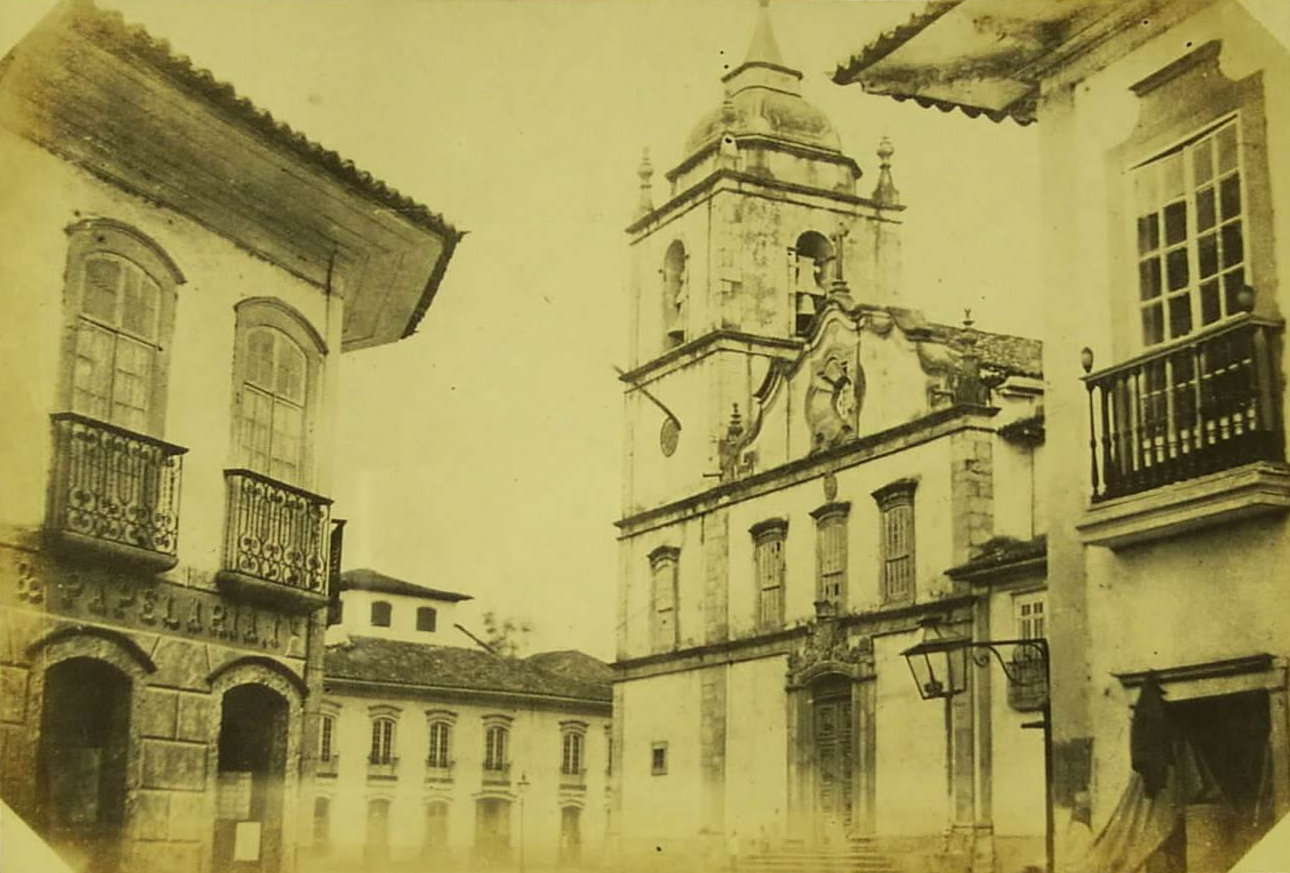
Sé, São Paulo, 1862. Foto de Militão de Azevedo

Tebas teria conseguido sua alforria aos 44 anos de idade, ainda que a documentação a respeito apresente contradições. Alguns dizem que a alforria foi entre 1777 e 1778, depois de uma ação judicial contra a viúva de Bento de Oliveira Lima. Outros acreditam que Tebas já trabalhava com certa autonomia na época, assinando contratos e recebendo diretamente por seus trabalhos, o que o teria levado a comprar sua liberdade em troca. Outra fonte diz que a alforria estava juramentada no testamento de Bento de Oliveira Lima. Outras indicam como idade de sua alforria como 58 anos.

## Obras
Um de seus trabalhos mais importantes, o Chafariz da Misericórdia, erguido no que é hoje a rua Direita, no centro da capital, foi demolido em 1866. Trata-se do primeiro chafariz público da cidade, construído quando Tebas já era alforriado e contava com sistema hídrico que canalizava as águas do ribeirão Anhangabaú. Era ali que escravizados se reuniam para buscar água e abastecer as casas de seus senhores.
Embora tenha tido seu talento reconhecido em vida, sua história caiu no esquecimento, sendo resgatada pelas faculdades de arquitetura. Obras como as fachadas da Igreja da Ordem 3ª do Carmo e da Igreja das Chagas do Seráfico Pai São Francisco, ambas no centro da capital, resistem ao tempo e continuam de pé.

## Morte
Joaquim exerceu seu ofício até os 90 anos. Morreu na capital paulista, em 11 de janeiro de 1811, devido a uma gangrena possivelmente causada por acidente de trabalho. Ele foi sepultado na Igreja de São Gonçalo, localizada na Praça João Mendes, centro de São Paulo.

## Reconhecimento
O apagamento de suas obras levou a um reconhecimento tardio, mais de 200 anos depois, em 2018, pelo Sindicato dos Arquitetos no Estado de São Paulo (Sasp), depois que documentos oficiais localizados pelo Instituto do Patrimônio Histórico e Artístico Nacional (IPHAN) revelaram as relações de trabalho entre o arquiteto e as ordens religiosas.
| “ | É importante ressaltar que Tebas não era uma exceção. Os africanos transplantados para as Américas trouxeram consigo muitos conhecimentos, principalmente sobre o trabalho com pedras e metais. Ele é mais um personagem que nos oferece pistas que dignificam esse segmento da população esquecida. | ” |

Em 10 de setembro de 2020, o então prefeito de São Paulo, Bruno Covas, anunciou a construção de uma estátua em homenagem a Tebas, no centro da cidade, por seu influente trabalho na arquitetura da capital paulista.

### Homenagem a sua memória
Na 13ª Semana de Design de São Paulo, uma das cinco exposições que ocorreram em endereços específicos do centro histórico da cidade, homenageou a memória do arquiteto.  Intitulada Misericórdia e Algazarra, a exposição localizada no edifício da Misericórdia trouxe Joaquim Tebas como homenageado e buscou evidenciar contribuições de pessoas negras por meio do conceito Seiva e Cidade.